# Pterophylla racemosa

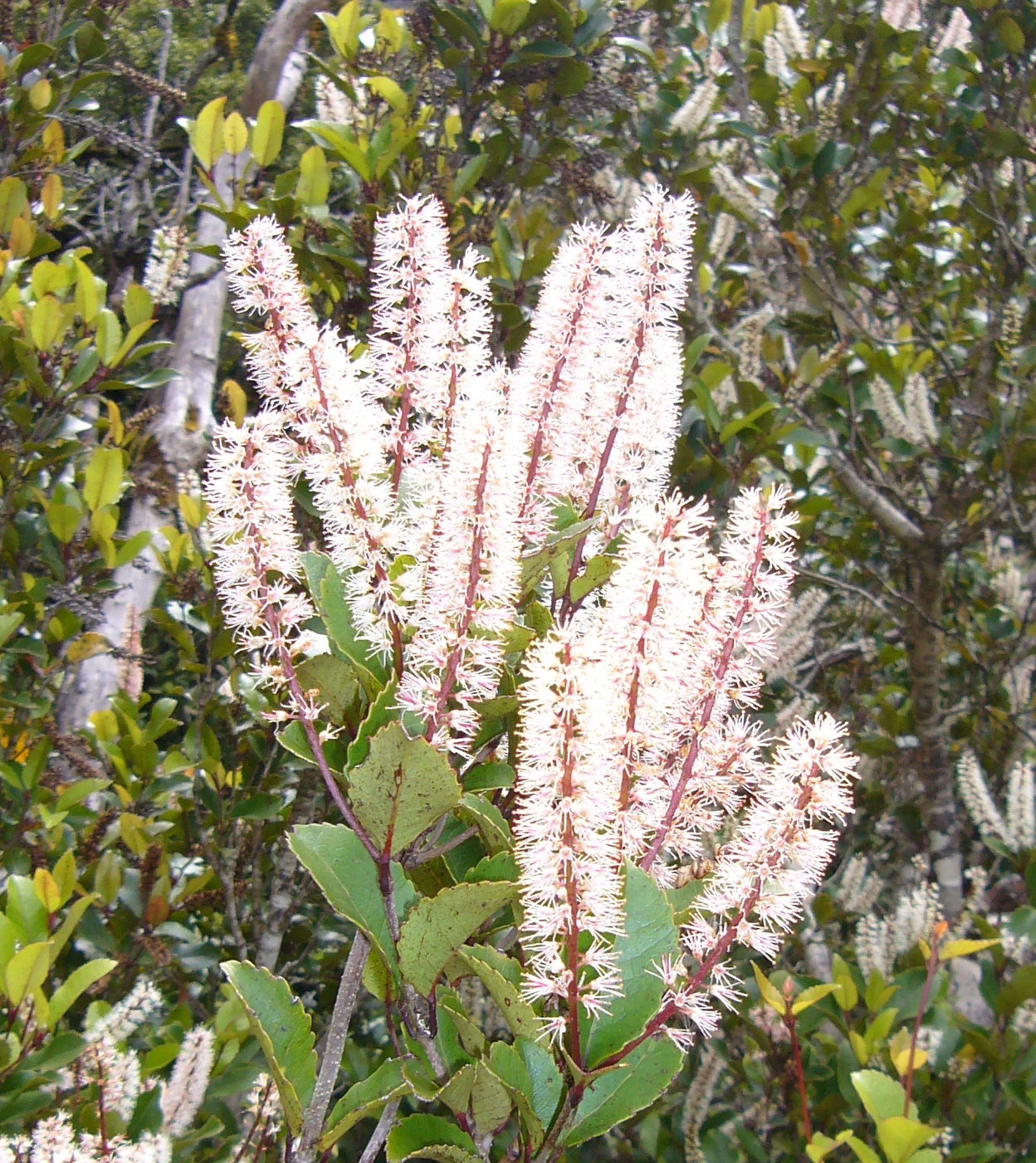
Flores del Kamahi.

El kamahi (en maorí: kāmahi) (Pterophylla racemosa) es una especie de árbol de talla mediana de la familia Cunoniaceae.

## Hábitat
Es un árbol muy común en Nueva Zelanda, se desarrolla en los bosques y matorrales de tierras bajas, montanos, y subalpinos desde el centro de la Isla del Norte hasta la Isla Stewart en el sur.

## Descripción
De acuerdo a Una Enciclopedia de Nueva Zelanda de 1966 (Encyclopedia of New Zealand), es "el árbol más abundante en ese país". A veces empieza su vida como una epífita en los troncos de los árboles helechos, el kamahi logra su máxima altura de 25 o más en los bosques de The Catlins en el sudeste de la Isla del Sur. Tiene flores color blanco-cremosas en racimos erectos. El kamahi generalmente se desarrolla junto con otros árboles de hoja ancha, a veces actuando como especie pionera la cual es eventual y exitosamente seguida por hayas australes (Nothofagus spp.) o podocarpos. En los bosques al oeste de los Alpes del Sur crece en asociación del árbol rata del sur (Metrosideros umbellata). La madera del kamahi es poco usada por su tendencia a curvarse y agrietarse. Un árbol cercanamente relacionado, el towai o tawhero (Pterophylla sylvicola), reemplaza al kamahi en la Isla Norte por encima de los 37° de latitud. Ha sido exitosamente introducido como ornamental en Escocia donde es favorecido por el clima fresco y húmedo ahí.

## Taxonomía
La especie fue descrita inicialmente como Weinmannia racemosa por Carlos Linneo el Joven y publicada en Supplementum Plantarum 227, en 1782, actualmente es tanto un sinónimo como el basónimo de esta; y ulteriormente, sería transferida al género Pterophylla por Yohan Pillon y Helen Collingwood Hopkins en American Journal of Botany 108(7): 1198, en 2021.

#### Etimología
Ver: Pterophylla
racemosa: epíteto latino que significa "con racimos".

## Lectura relacionada
- Metcalf, Laurie, 2002. A Photographic Guide to Trees of New Zealand. Tāmaki-makau-rau: New Holland.
- Salmon, J.T., 1986. The Native Trees of New Zealand. Te Whanga-nui-a-Tara: Heinneman Reed.